# Піски (Чернігівський район)
Піски́ — село в Україні, у Іванівській сільській громаді Чернігівського району Чернігівської області. До 2020 року адміністративний центр Пісківської сільської ради, якій були підпорядковані села Єньків і Підгірне. 
Розташоване за 26 км від райцентру і залізничної станції Чернігів.

## Історія
Поблизу Пісків і с. Підгірного виявлено поселення, датоване 5—1 тис. до н. е. (речі часів неоліту, бронзи, ранньозалізної доби); поселення 2 тис. до н. е. (епоха бронзи) та кілька поселень 3—8 ст. і 11—13 ст. (знахідки ранньослов'янського часу та Київської Русі).
Піски виникли на початку 18 ст. У 1866 році була каретна фабрика.
У 1917—1920 роках влада у селі змінювалась кілька разів.
У селі розташовувався колгосп «Новий шлях», (спеціалізація — льон, картопля, зернові), який у 1974 році удостоєний звання «Господарство високої культури землеробства», видавалася газета «Колгоспне життя». У 1957 на братській могилі радянських воїнів, полеглих у 1943 у боях за визволення села від німецько-нацистських загарбників, встановлений надгробок, у 1978 у пам'ять про воїнів-односельців, що загинули (168 чол.) на фронтах Другої Світової війни, споруджено обеліск.
12 червня 2020 року, відповідно до розпорядження Кабінету Міністрів України № 730-р «Про визначення адміністративних центрів та затвердження територій територіальних громад Чернігівської області», увійшло до складу Іванівської сільської громади.
17 липня 2020 року, в результаті адміністративно - територіальної реформи та ліквідації колишнього Чернігівського району, село увійшло до складу новоутвореного Чернігівського району Чернігівської області.

## Демографія
У 1866 — 40 дворів, 172 ж.; у 1897 — 118 дворів, 760 жителів. 640 жителів у 1988 році.

## Економіка
Відділення пошти, АТС, Навчально-освітній комбінат, фельдшерсько-акушерський пункт, профілакторій, ясла-садок, Будинок культури на 350 місць, 2 бібліотеки (14 тис. од. зб.).

## Господарка
Діє приватне підприємство «ВИМАЛ-АГРО». Вид діяльності: Вирощування зернових, технічних та решти культур, не віднесених до інших класів рослинництва. 

## Відомі люди
- Гармаш Микола Кузьмович (1903—1991) — Герой Соціалістичної Праці.
- Ніколаєнко Іван Васильович (1924—1994) — Герой Соціалістичної Праці.
- Осипенко Мотрона Павлівна (1926—2011) — Герой Соціалістичної Праці.
- Євенко Андрій Федорович (1915-1991) - диктор Українського радіо.

## Галерея

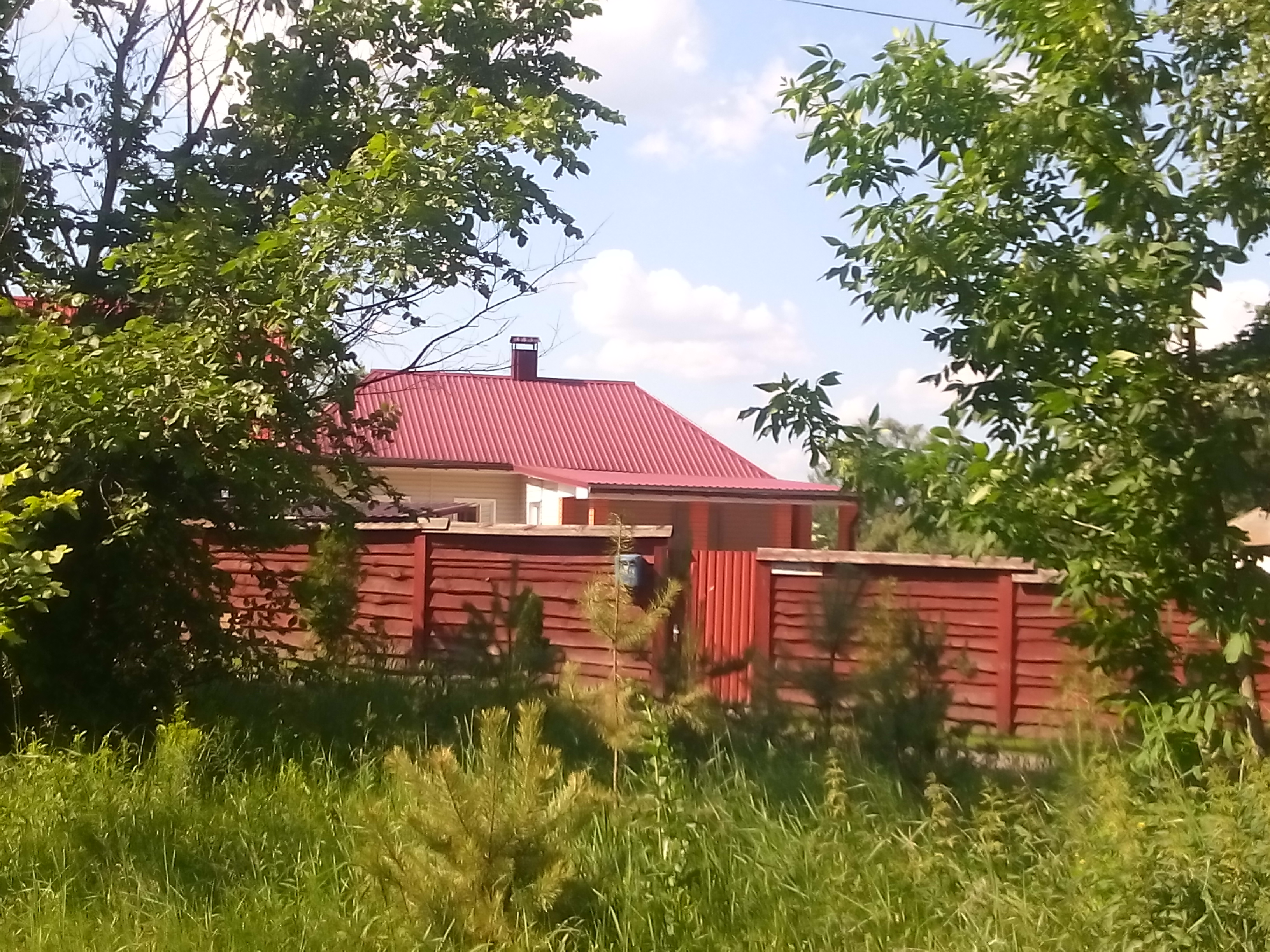
Одна з типових хат
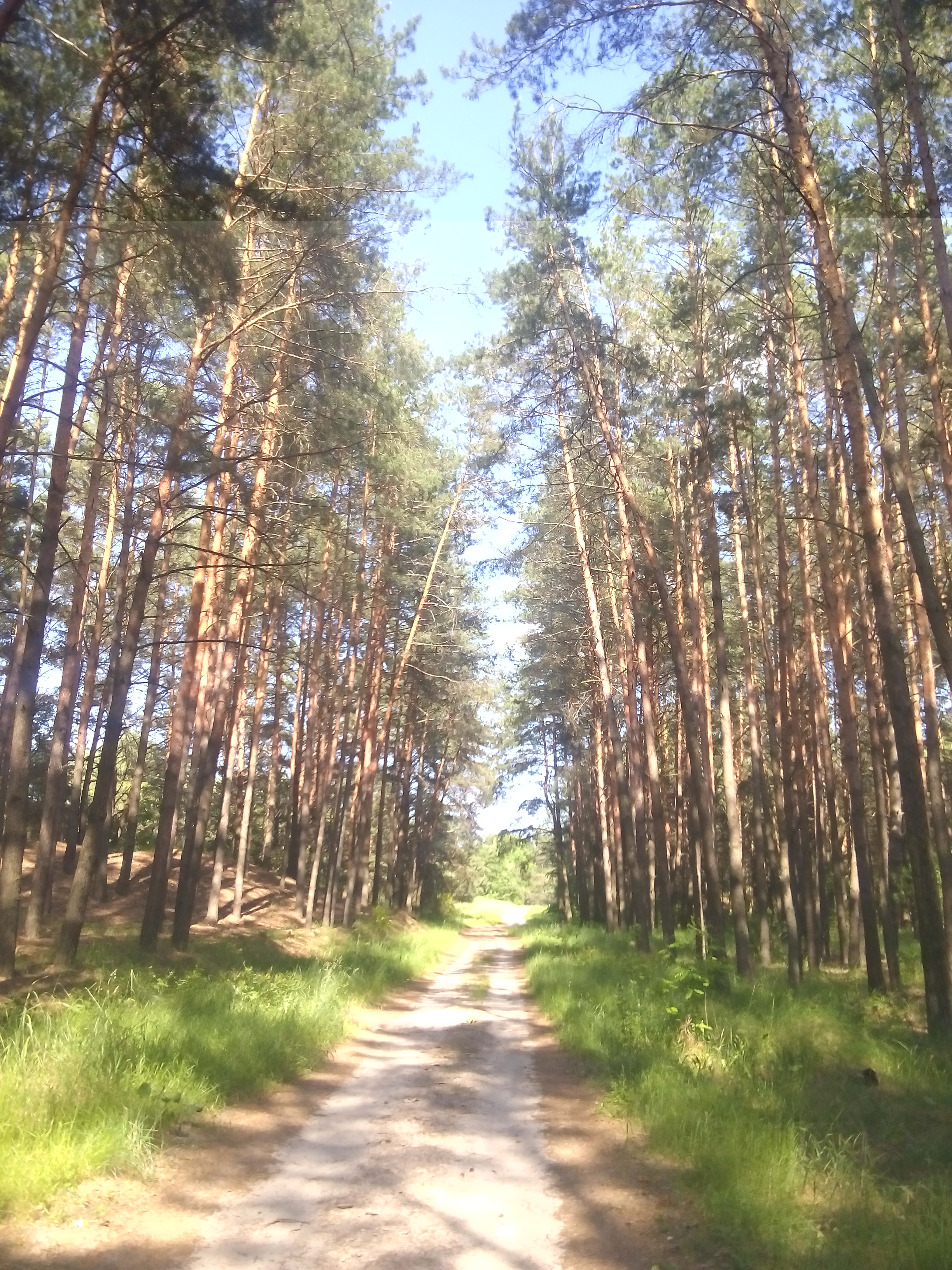
Ліс
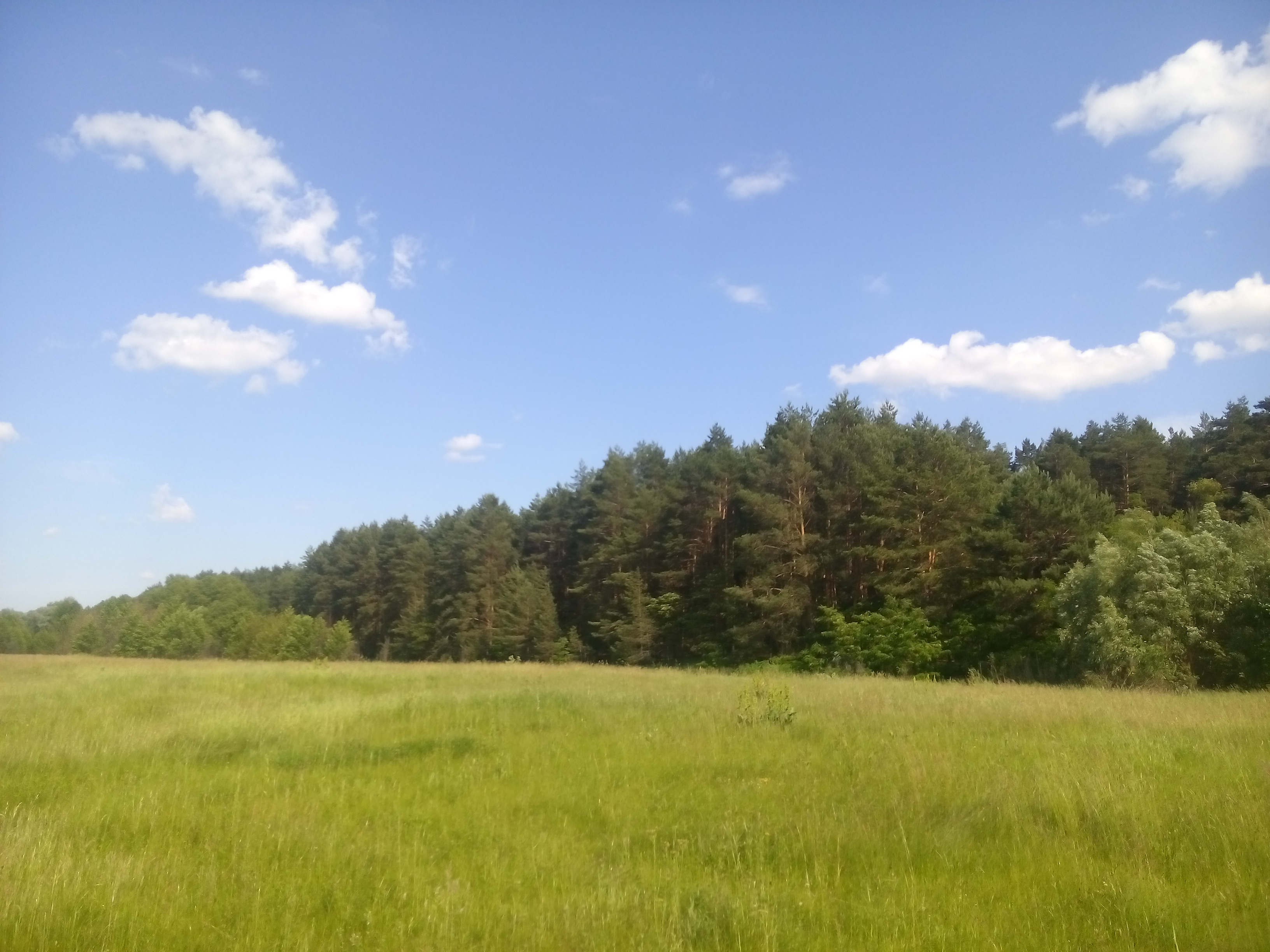
Ліс
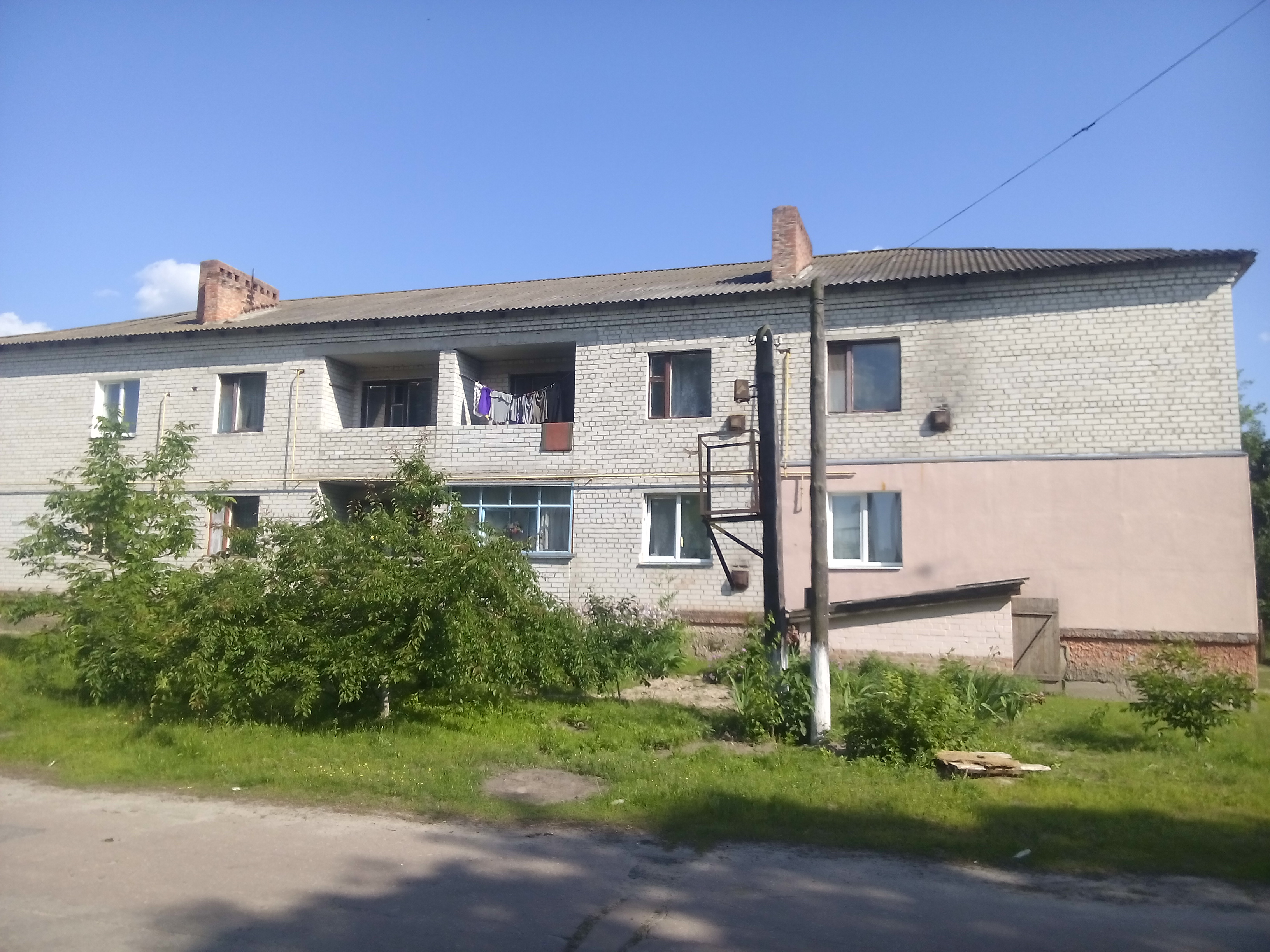
Будинок по вулиці Новій
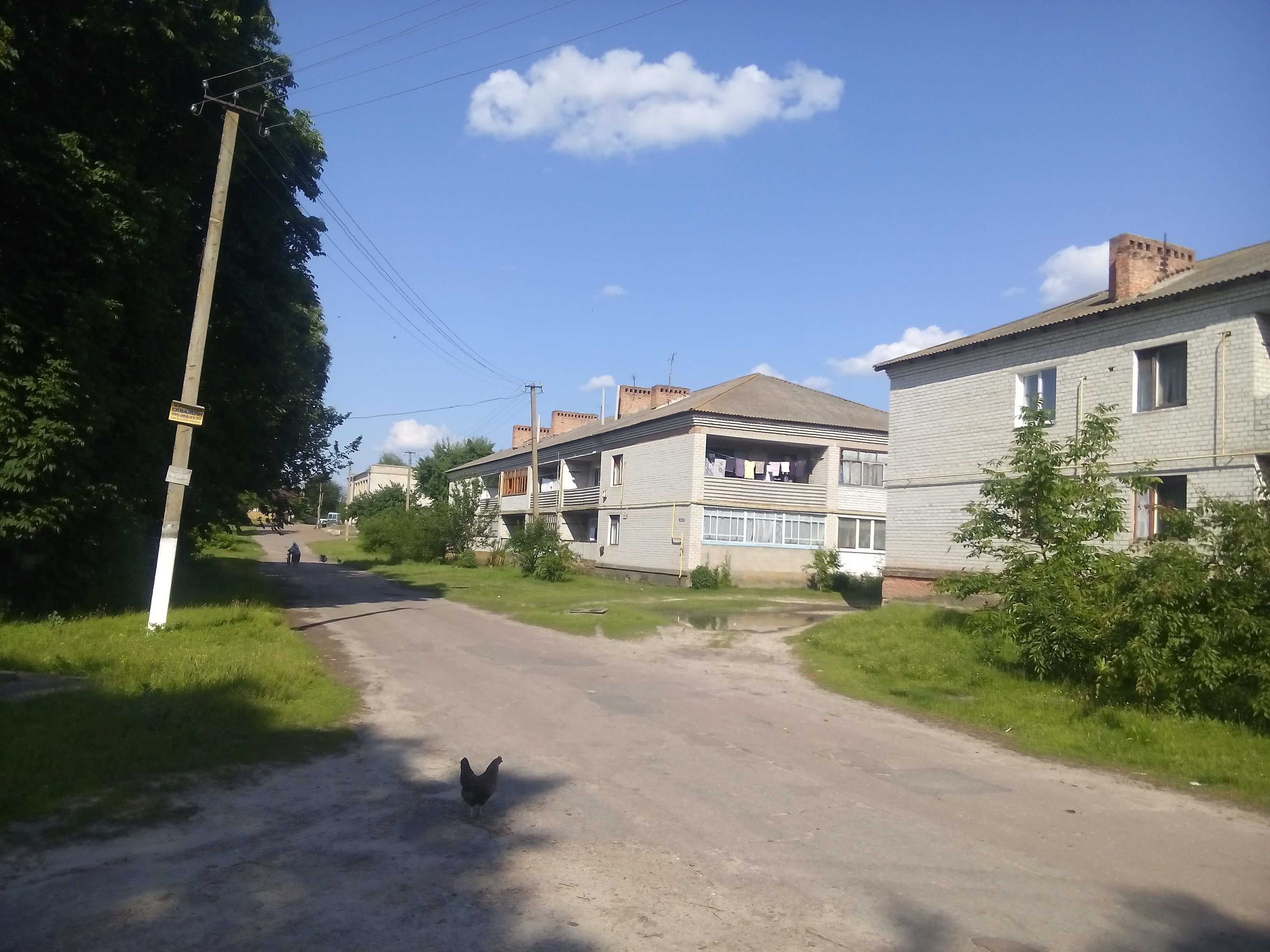
Вулиця Нова
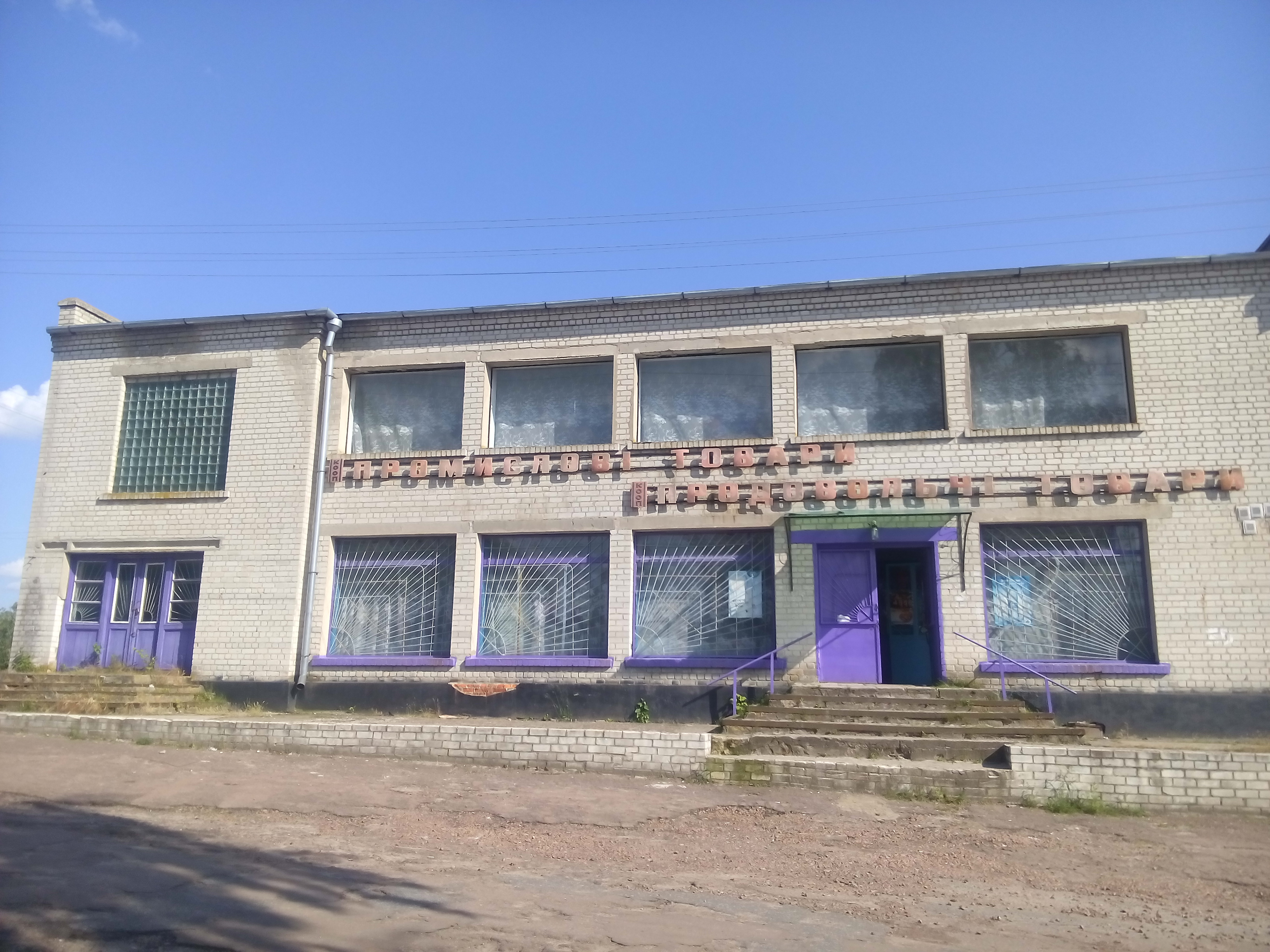
Магазин
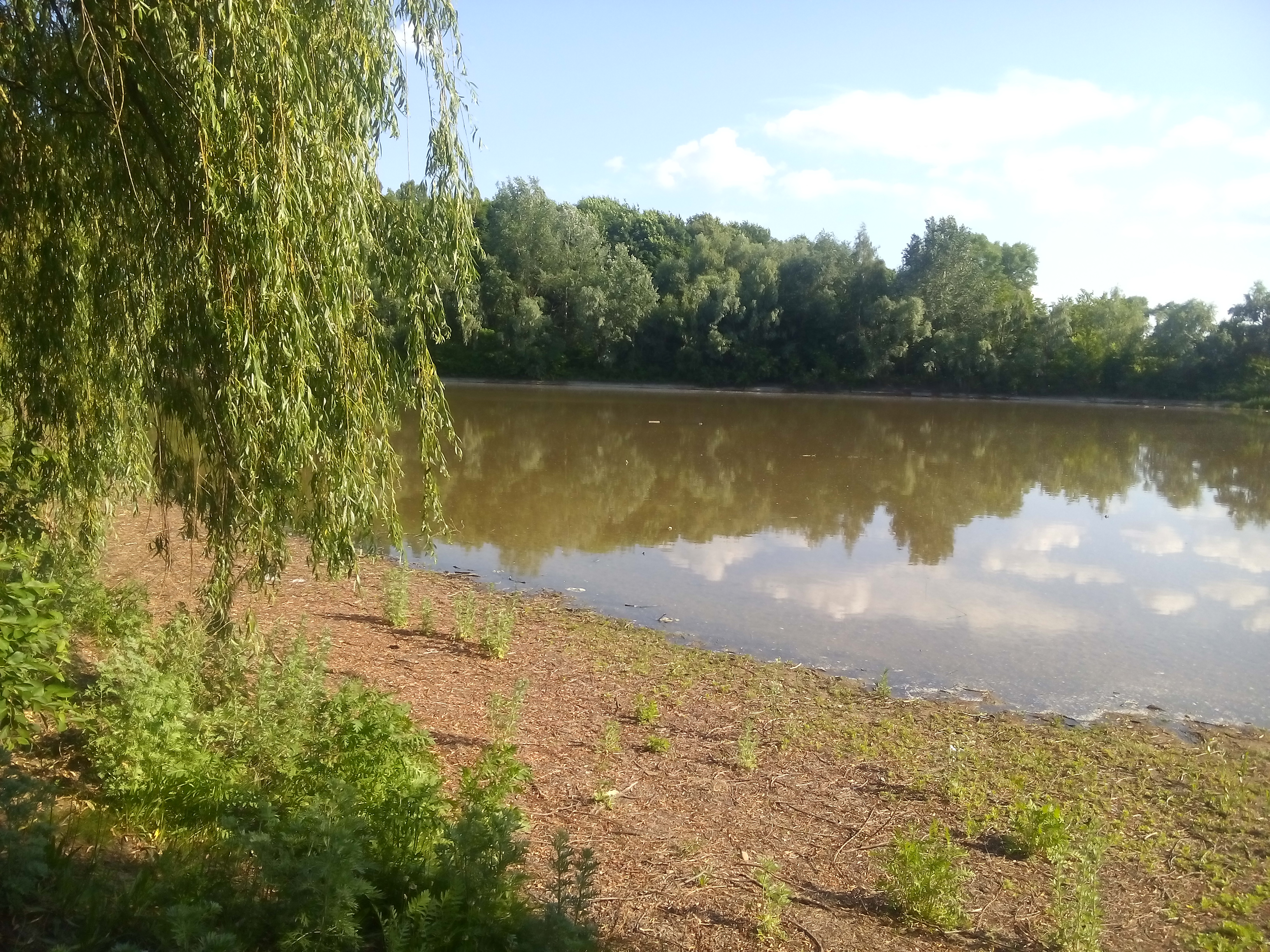
Ставок
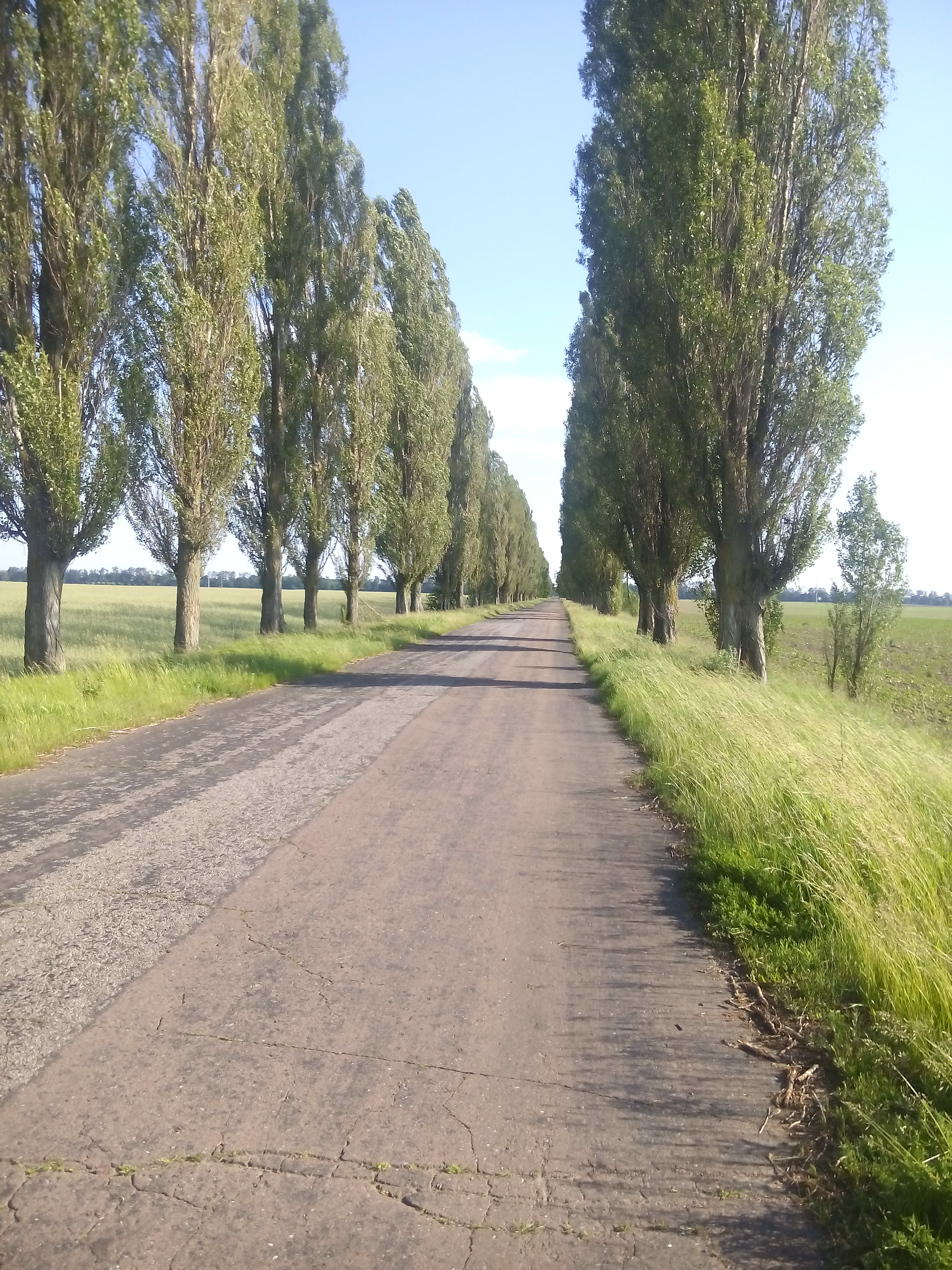
Дорога до села